# 无障碍媒体公司
无障碍媒体公司（英語： / 简称：）是加拿大一家 非营利的大众传媒公司。这家公司旨在为加拿大的视力障碍者或视力不佳者提供广播服务。目前该公司经营着三条频道，这包括以英语广播的阿米电视英语台和阿米音频以及以法语广播的阿米电视法语台。

## 公司历史
无障碍媒体公司成立于1989年，其前身是在加拿大议会残疾人地位常务委员会（Canadian Parliament's Standing Committee of the Status of Disabled Persons）下成立的全国广播阅读服务（ / ）。该委员会的报告《没有新闻就是坏消息》指出，视力受限和阅读障碍的加拿大人必须平等地获取已出版的新闻和信息。

## 公司服务
无障碍媒体公司在加拿大运营着三项主要的电视和广播电台服务。其服务在加拿大所有数字电视的基础套餐内为必载项目。
- 阿米电视英语台（英语：AMI-tv）和阿米电视法语台（英语：AMI-télé）为分别以英语或法语为主要语言播出的大众娱乐类专业频道，它们为视力障碍者和听力障碍者提供开放格式的口述影像和隐藏字幕。
- 阿米音频（英语：AMI-audio）是纯音频的电视频道及网络服务，其播出实况原创节目和由专业解说员朗读的精选报刊杂志内容。